# Олешня (приток Влои)
Олешня — река в России, протекает по Волховскому, Кировскому и Киришскому районам Ленинградской области. Устье реки находится в 11 км от устья реки Влои по левому берегу. Длина реки — 30 км, площадь водосборного бассейна — 135 км². Высота истока — 54 м над уровнем моря. Высота устья — 23,8 м над уровнем моря.

## Данные водного реестра
По данным государственного водного реестра России относится к Балтийскому бассейновому округу, водохозяйственный участок реки — Волхов, речной подбассейн реки — Волхов. Относится к речному бассейну реки Нева (включая бассейны рек Онежского и Ладожского озера).
Код объекта в государственном водном реестре — 01040200612102000019599.

## Топографические карты
- Лист карты O-36-4 Назия. Масштаб: 1 : 100 000. Издание 1970 г.
- Лист карты O-36-5 Волхов. Масштаб: 1 : 100 000. Состояние местности на 1983 год. Издание 1986 г.